# Elfi del sangue

Un'elfa del sangue tratta dal trailer introduttivo di The Burning Crusade

Gli elfi del sangue (blood elves), o sin'dorei, sono una razza dell'universo di Warcraft creato da Blizzard Entertainment. Fanno la prima comparsa in Warcraft III: The Frozen Throne, e vengono ripresi in buona parte del materiale successivo della serie Warcraft. In The Burning Crusade, prima espansione del videogioco MMORPG World of Warcraft, sono divenuti una razza giocabile per la fazione dell'Orda, come controparte dei draenei dell'Alleanza.

## Storia

### Origine
Gli elfi del sangue sono inizialmente nati come una vasta fazione di alti elfi. Il 90% della popolazione degli alti elfi venne massacrata durante l'invasione di Quel'Thalas, il loro regno, da parte del Flagello durante la Terza Guerra: per ottemperare al suo compito di resuscitare il negromante Kel'Thuzad, il cavaliere della morte Arthas Menethil aveva bisogno del Pozzo Solare, cuore del regno degli elfi e fonte di sostentamento della loro magia. La magia che Arthas usò per far rinascere Kel'Thuzad lo corruppe oltre ogni possibile riparo.
Il principe Kael'thas Solealto, figlio di re Anasterian (ucciso durante l'invasione) ed ultimo discendente di Dath'Remar Solealto, era un membro del Kirin Tor di Dalaran durante l'invasione del suo regno e fece ritorno a Quel'Thalas subito dopo che venne abbandonata dalle forze del Flagello. Raccolse attorno a sé i superstiti del regno e diede loro il nome di elfi del sangue, in memoria delle migliaia di vittime della guerra. Per evitare che la magia contaminata del Pozzo Solare danneggiasse gli elfi sopravvissuti, Kael'thas decise di distruggere ciò che ne restava; così facendo salvò gli elfi dall'esposizione alle energie corrotte, ma li privò bruscamente anche della fonte di magia che avevano utilizzato per migliaia di anni. Gli alti elfi, dipendenti dalle energie del Pozzo Solare, si trovarono ben presto a fare i conti con una lacerante sete di magia.

### Unione con l'Alleanza e fuga a Draenor
A differenza di suo padre, Kael'thas non aveva nessuna intenzione di riprendere la politica isolazionista che gli elfi avevano seguito fino ad allora, e decise di andare a cercare il supporto dell'Alleanza. Lasciò il secondo in comando di Sylvanas, Lor'themar Theron, a reggere ciò che restava del regno in sua assenza e a proteggere quelli troppo deboli per poter lottare, ordinandogli di ricominciare a ricostruire la capitale, Lunargenta.
Dopo aver brevemente aiutato degli elfi della notte a catturare Illidan Grantempesta, Kael'thas e i suoi seguaci si riunirono a ciò che restava delle forze dell'Alleanza, guidate dal Gran Maresciallo Garithos. Garithos era però razzista oltre misura, e sfruttava gli elfi del sangue e tutti i non umani per compiti assurdi, inutili o pericolosi, privandoli spesso delle misure necessarie per compierli. Kael'thas fu costretto ad accettare l'aiuto dei naga di Dama Vashj, cosa per cui Garithos li fece rinchiudere nei sotterranei di Dalaran (caduta nel frattempo anch'essa sotto il Flagello), condannandoli a morte. Con l'aiuto di Vashj, Kael'thas liberò gli elfi, dopodiché la strega del mare gli parlò del suo padrone, lo stesso Illidan che Kael'thas aveva contribuito a catturare, che avrebbe potuto aiutare gli elfi del sangue con la loro sete di magia. Vashj condusse così gli elfi nelle Terre Esterne, sfruttando un portale nelle rovine di Dalaran, dove scoprirono che Illidan era caduto prigioniero della guardiana Maiev Cantombroso.
Liberato Illidan, Kael'thas lo interrogò su una possibile cura per la sua gente: egli rispose che non esisteva cura, ma che se gli elfi del sangue avessero giurato di servirlo, avrebbe fornito loro tanta magia da soddisfare la loro sete per sempre; pur non essendo la soluzione migliore, Kael'thas accettò.
Dalle Terre Esterne, Kael'thas mandò un emissario a Lunargenta, Rommath, a raccontare della promessa di salvezza di Illidan e ad insegnare agli elfi a saziare la loro sete di magia con l'energia del caos, quella prodotta dai demoni. Gli elfi del sangue di Lunargenta, estasiati e ansiosi di reicontrare il loro principe, cominciarono subito ad utilizzare le tecniche insegnate loro da Rommath, pur tuttavia continuando a ricercare una cura definitiva alla loro sete di magia. Non tutti gli elfi, comunque, accettarono tale cambiamento: quelli che lo ritennero inaccettabile tagliarono tutti i ponti con gli elfi del sangue, lasciando Quel'Thalas e tornando a identificarsi come alti elfi.

### Dar'Khan, Anveena e il Pozzo Solare
All'oscuro di tutti, parte dell'energia pura del Pozzo Solare era sopravvissuta; per tenerla al sicuro, il drago rosso Korialstrasz l'aveva trasfigurata sotto l'aspetto di una ragazza umana, Anveena Teague. Braccata da Dar'Khan Drathir, un alto elfo che aveva tradito la sua gente aiutando Arthas ad accedere a Quel'Thalas, Anveena raggiunse il regno degli elfi accompagnata dai draghi blu Kalecgos e Tyrygosa. Dar'Khan riuscì a catturarla, assorbendo da lei il potere del Pozzo ed arrivando, con esso, a controllare Korialstrasz. Anveena riuscì però a prendere coscienza della sua reale identità, utilizzando poi il suo potere per colpire Dar'Khan, apparentemente uccidendolo. Lor'themar Theron propose di far restare Anveena a Que'Thalas, per proteggerla, e Kalecgos rimase a farle da guardiano. La sua vera identità era nota solo ai due draghi, Theron, Halduron Alachiara, Sylvanas Ventolesto e l'umano Jorad Mace.
Dar'Khan, comunque, sopravvisse, assumendo poi il controllo delle forze del Flagello a Quel'Thalas e stabilendo la sua base a Mortorium, nelle Terre Spettrali, diventando una spina nel fianco non indifferente per gli elfi del sangue.

### Alleanza con la Legione
Nel frattempo Illidan, aiutato da Kael'thas, Vashj e dal draenei Corrotto Akama sconfisse il demone Magtheridon e ottenne il controllo sulle Terre Esterne, solo per essere poi spedito da Kil'jaeden a Nordania, per sconfiggere il Re dei Lich. Giunti lì, Illidan e i suoi luogotenenti lottarono contro le forze di Arthas, e vennero sconfitti. Kael'thas e Vashj riportarono Illidan nelle Terre Esterne, ben sapendo che la Legione Infuocata avrebbe cercato di punirlo per il suo fallimento. Illidan cominciò a preparare un esercito per respingere l'imminente attacco della Legione, ordinando intanto a Kael'thas di attaccare la città di Shattrath.
Una buona parte degli elfi del contingente inviato da Kael'thas, guidati dal veggente Voren'thal, anziché attaccare la città chiesero di poter parlare col suo leader, il naaru A'dal. Voren'thal disse di aver avuto una visione che gli mostrava che la salvezza degli elfi del sangue sarebbe giunta servendo A'dal, e questi elfi si misero al suo servizio, adottando il nome di "Veggenti" (Scryers); la loro diserzione u un brutto colpo per Kael'thas, ma Illidan sembrò curarsene poco, ormai dimentico sia del principe sia dei problemi degli elfi del sangue.
Trascurato da Illidan, Kael'thas cercò così aiuto presso Kil'jaeden, e portò la sua gente nella Landa Fatua, prendendo il controllo di una fortezza dei naaru, Forte Tempesta, con l'intento di usare i suoi poteri per attingere energia magica direttamente dalla Landa Fatua. Forte Tempesta era sorvegliata da un solo naaru, M'uru, che venne catturato e spedito a Lunargenta, così che le sue energie potessero essere utilizzate dagli elfi del sangue rimasti lì; ciò portò alla nascita dei Cavalieri del Sangue, un ordine di paladini guidati da Dama Liadrin.

### Entrata degli elfi del sangue nell'Orda
Gli elfi di Lunargenta, ignari dell'Alleanza del loro signore con la Legione, erano in perenne attesa del ritorno di Kael'thas, e non avevano mezzi per raggiungerlo, fino a che non vennero contattati dalla regina dei Reietti, Sylvanas Ventolesto. Rifiutati dall'Alleanza per essersi alleati coi naga e aver utilizzato l'energia del caos, gli elfi guidati da Lor'themar trovarono nell'Orda un forte sostegno per i loro obiettivi, così permisero ai Reietti di fondare una base nelle Terre Spettrali, Tranquillien, per aiutarli a sconfiggere le restanti forze del Flagello guidate da Dar'Khan Drathir. Dopo la definitiva morte di quest'ultimo, gli elfi del sangue entrarono definitivamente a far parte dell'Orda, accettati a pieno titolo dal suo capo Thrall.

### Il tradimento di Kael'thas
Gli elfi del sangue rimasti ad Azeroth cominciarono ad andare in pellegrinaggio verso le Terre Esterne, che venivano loro descritte come un paradiso. Mano a mano che viaggiavano per le Terre Esterne, diveniva più chiaro che qualcosa non era come sembrava, che Kael'thas non sembrava più lavorare nell'interesse della sua gente, come i Veggenti di Shattrath già sospettavano. Solo dopo alcune ricerche nella Landa Fatua, divenne chiaro che Kael'thas si era alleato con la Legione Infuocata, e le sue azioni andavano corrette prima che potesse precipitare gli elfi nel destino più oscuro: il principe venne così confrontato direttamente a Forte Tempesta, e apparentemente ucciso.
Kael'thas era però sopravvissuto grazie alla sacerdotessa shivarra Delrissa. Raccolta sufficiente energia dalla Landa Fatua fece ritorno a Quel'Thalas per riattivare il Pozzo Solare, ma non per ridare agli elfi del sangue l'energia di cui avevano bisogno, bensì per evocare Kil'jaeden ad Azeroth. Assaltò i quartieri dei Cavalieri del Sangue a Lunargenta, rapendo M'uru e Anveena Teague e portandoli alla Terrazza dei Magisteri, sull'Isola di Quel'Danas. Gli elfi del sangue si trovarono così a dover fronteggiare il loro leader nel loro stesso regno: Kael'thas venne ucciso definitivamente grazie all'aiuto combinato delle forze di Shattrath e dei Cavalieri del Sangue. Anveena si sacrificò inoltre per indebolire Kil'jaeden, così da permettere che venisse bandito definitivamente nella Distorsione Fatua. Dopo la sconfitta di Kil'jaeden, Velen utilizzò il cuore di M'uru per riaccendere il Pozzo, stavolta con il potere della Luce Sacra anziché con la magia arcana, indirizzando gli elfi del sangue sulla strada per la salvezza proprio come Voren'thal aveva previsto.

### Dopo la ristorazione del Pozzo
Con la morte di Kael'thas, ultimo membro di casa Solealto, Lor'themar Theron divenne a tutti gli effetti il capo degli elfi del sangue, aiutato nel suo ruolo da Halduron Alachiara, attuale caporanger delle forze elfiche, e dal Gran Magistro Rommath, arcimago di Quel'Thalas. Dopo la purificazione del Pozzo Solare, molti elfi del sangue sono riusciti a guarire dalla loro dipendenza dalla magia, sebbene altri siano restii ad abbandonare le abitudini mantenute fino a quel momento.
Gli elfi del sangue non hanno avuto una presenza molto forte in Wrath of the Lich King, tranne per la fazione dei Predatori del Sole, capeggiata dall'arcimago Aethas, grazie alla quale l'Orda ha potuto avere accesso a Dalaran. I Predatori del Sole hanno anche collaborato con la Crociata d'Argento durante il Torneo d'Argento. In seguito al Cataclisma un antico ordine elfico, il Circolo del Reliquiario, è ritornato alla ribalta cominciando a raccogliere antichi artefatti, entrando in conflitto con la Lega degli Esploratori.

## Descrizione
Gli elfi del sangue sono pressoché identici per aspetto fisico agli alti elfi. Da quando divennero una fazione distinta, erano riconoscibili dalle vesti tipicamente nere o rosse che venivano indossate per lutto, e più tardi da un'estetica e dei costumi che sarebbero andati contro le norme sociali degli alti elfi, come ad esempio differenti capigliature oppure tatuaggi. Possiedono un fisico magro ma atletico, lunghe orecchie a punta, sensi acuti e capacità di vedere al buio. Il colore della pelle è generalmente rosa, da molto pallido a leggermente scuro, mentre i capelli sono di diverse tonalità, fra cui biondo, castano, nero, blu scuro, bianco-grigio, arancione e varie tonalità di rosso.
Mentre in origine, e anche nel periodo successivo la loro separazione, elfi del sangue ed alti elfi erano esattamente la stessa razza, separata solo da differenze sociali e culturali, gli elfi del sangue hanno cominciato ad evolversi in una razza separata, soprattutto a causa della loro assunzione di energia del caos. Il cambiamento più evidente sta negli occhi, che risplendono di una luce verde, tipica del fuoco demoniaco, anziché blu come quella degli alti elfi.
Se gli elfi del sangue non riescono a controllare la loro fame per le energie arcane, al punto da impazzire quando non ne trovano, diventano dei Miserabili, una degradazione degli elfi che rende la pelle pallida e una piccola perdita dei capelli e attaccano chiunque per cercare di trovare qualsiasi fonte di energia. Ironia della sorte, il principe Kael'thas divenne un Miserabile dipendente dalle energie vili della Legione Infuocata.
Molti elfi del sangue di Kael'thas, dopo la sua alleanza con Kil'jaeden, assimilarono le energie demoniache della legione infuocata divenendo gli elfi vilsangue, caratterizzati da pelle rossa, piccole corna e delle ali. Anche se più forti dei Miserabili, gli elfi vilsangue si comportano allo stesso modo.
Gli elfi del sangue che seguirono Kael'thas nella loro campagna a Nordania per uccidere Arthas vennero quasi tutti uccisi e resuscitati in non morti noti come Caduti Oscuri, ottenendo un aspetto molto vampiresco: il corpo mostra piccoli segni di decomposizione, i capelli divengono bianchi così come gli occhi. Il vestiario comporta molte volte dei mantelli scarlatti con un grosso colletto, tra i quali spicca un velo che copre la bocca raffigurante delle zanne. Inoltre, sembra che la loro fame per le energie arcane si sia unita con la non morte, venendo sostituita con la sete per il sangue.

## Società e cultura
La cultura degli elfi del sangue si è distanziata molto da quella degli alti elfi. Gli abiti che vengono indossati sono tipicamente scarlatti o meno comunemente neri, a ricordo dei caduti durante la Terza Guerra. Anche i campi di studio della magia si sono diversificati: mentre gli alti elfi si concentravano su ghiaccio,acqua e magia arcana, gli elfi del sangue studiano principalmente fuoco e 
magia arcana(e anche vile). Gli elfi del sangue utilizzano delle branche particolari per caratterizzarsi nelle varie classi: la più comune è quella dei Magistri, maghi molto potenti guidati dal Gran Maestro Rommath; i Guardaboschi, cacciatori ed esploratori guidati da Halduron Alachiara; Cavalieri del sangue, paladini che sfruttano la Luce Sacra guidati da Dama Liadrin; Maghi del sangue, elfi del sangue che utilizzano anche le arti oscure per sconfiggere i nemici, caratterizzati da tre globi verdi che fluttuano tra loro, fra cui spiccava in particolar modo il principe Kael'thas, e riconducibili agli stregoni; Spezzamagie, elfi del sangue che hanno combattuto la loro dipendenza per le energie arcane e sono in grado di annullare gli incantesimi, riconducibili con i guerrieri.
Lo stile architettonico è rimasto pressoché invariato, con elementi aggraziati e oggetti fluttuanti grazie alla magia, come ad esempio lampade e scale. Nelle decorazioni sono spesso presenti motivi naturali, in special modo raffigurazioni di fenici in quanto simboleggia il passaggio di formazione degli elfi del sangue; parte dell'architettura elfica sembra inoltre richiamare l'Art Nouveau.
La lingua degli elfi del sangue è la stessa degli alti elfi, il thalassiano. Il comune è una seconda lingua molto nota, e dall'entrata nell'Orda molti elfi del sangue hanno imparato anche l'orchesco.

### Relazioni
Gli elfi del sangue non hanno buoni rapporti con molte razze. All'interno con l'Orda, hanno un rapporto di stima solo con i Reietti, perlopiù grazie agli sforzi di Sylvanas. Le altre razze dell'Orda considerano gli elfi pericolosi e distruttivi, e la loro dipendenza dalla magia non era vista di buon occhio. Il loro utilizzo dell'energia del caos non era visto di buon occhio dai tauren, come neppure dagli elfi della notte. Buona parte degli elfi del sangue tende invece a considerare le razze originali dell'Orda come primitive.
Gli elfi del sangue si sentono traditi dall'Alleanza, che a sua volta li considera traditori. In particolare, i rapporti con gli alti elfi prima della caduta di Kael'thas erano molto tesi, dato che questi ultimi provavano disgusto, quando non odio, quando a contatto con la cultura degli elfi del sangue. L'elfa alta Vereesa Ventolesto ha creato una sua fazione, il Patto d'Argento, per protestare contro l'ammissione degli elfi del sangue nel Kirin Tor e a Dalaran.
Ciononostante, gli elfi del sangue si sono dimostrati disponibili a trattare con le razze dell'Alleanza senza troppi problemi, analogamente ai tauren. I Predatori del Sole, ad esempio, hanno molto collaborato alla realizzazione del Torneo d'Argento, un torneo neutrale con lo scopo di avvicinare Orda e Alleanza. Più avanti in Wrath of the Lich King, i giocatori possono intraprendere una serie di missioni per riforgiare l'antica spada Quel'Delar, che si conclude con la purificazione della stessa nel Pozzo Solare sull'Isola di Quel'Danas, anche ad opera di membri dell'Alleanza e col supporto degli alti elfi. L'aver concesso a esponenti dell'Alleanza ed addirittura anche gli alti elfi, con cui i rapporti erano stati così problematici, di accedere al Pozzo, è segno di un cambiamento notevole nella società elfica.